# Synagoge (Divišov)
Koordinaten: 49° 47′ 20,9″ N, 14° 52′ 40,9″ O

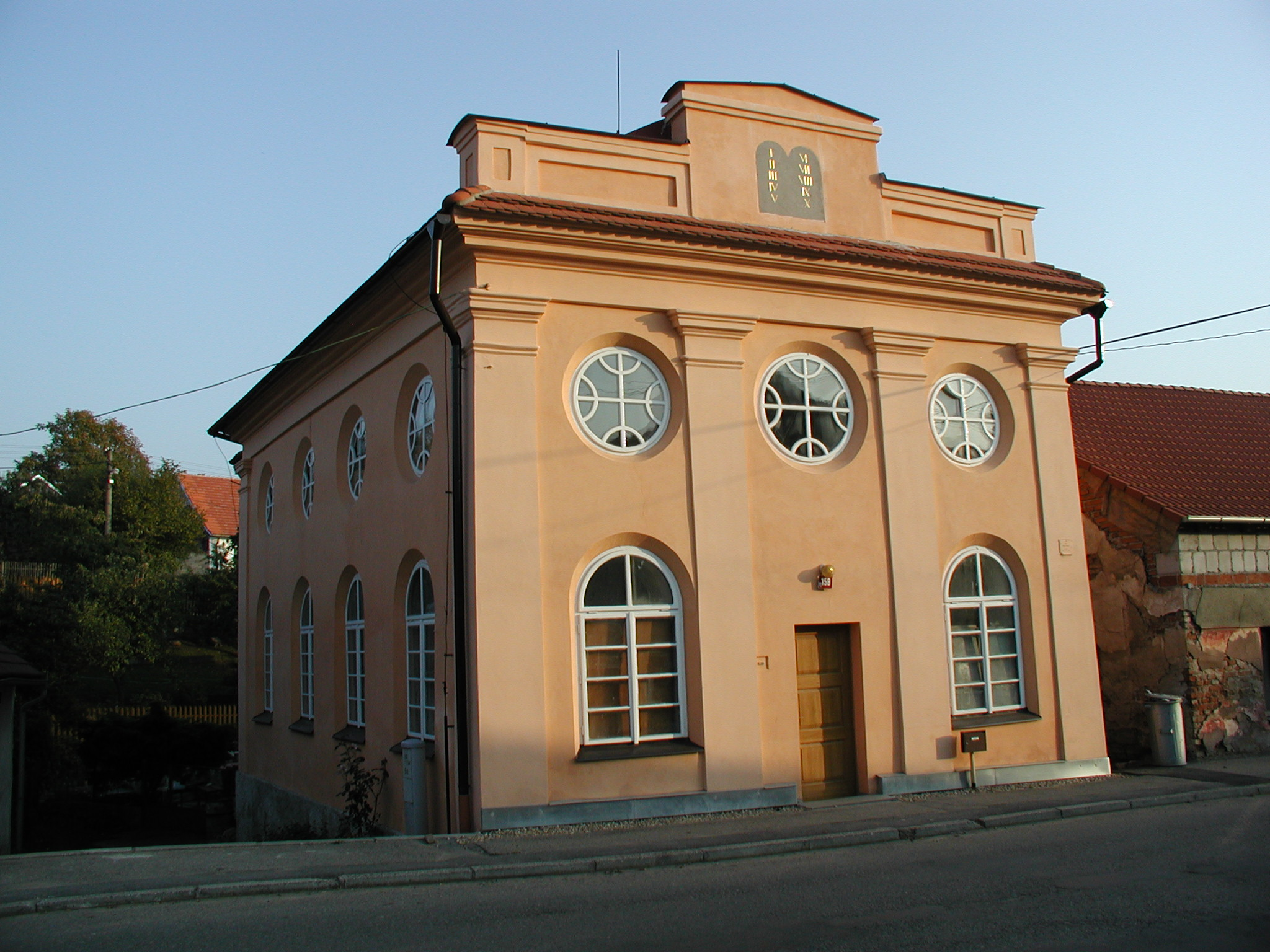
Synagoge in Divišov nach der Renovierung

Die Synagoge in Divišov (deutsch Diwischau),  einer tschechischen Stadt im Okres Benešov in der Mittelböhmischen Region, wurde von 1854 bis 1856 errichtet. Die Synagoge in der Sternbergerstraße ist ein geschütztes Kulturdenkmal.
In dem spätklassizistischen Bau, dessen Restaurierung mit Mitteln der Europäischen Union im Herbst 2004 abgeschlossen wurde, befindet sich heute ein Museum, das die jüdische Geschichte in der Region dokumentiert. 